# De Dion-Bouton 12 CV

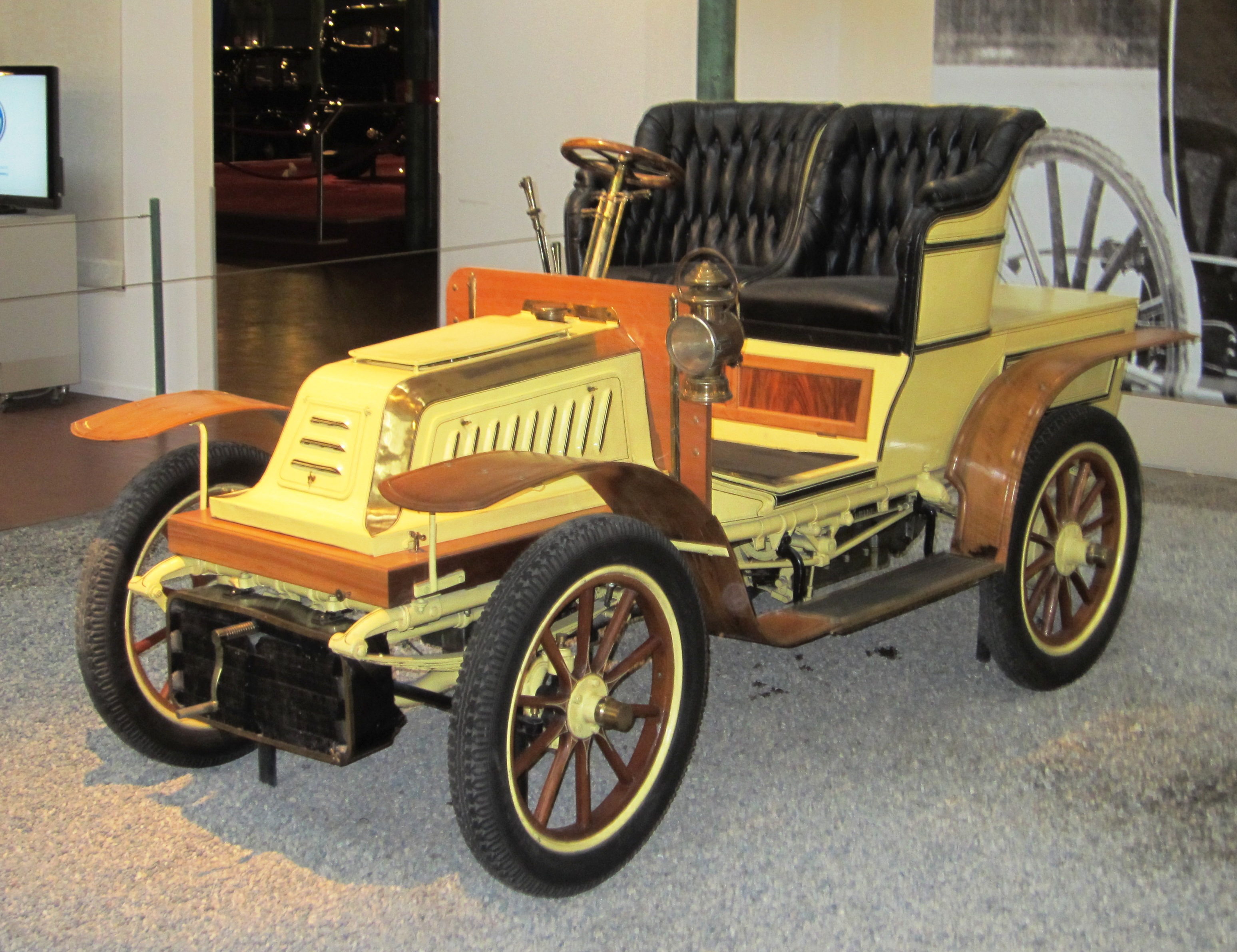
De Dion-Bouton Type S

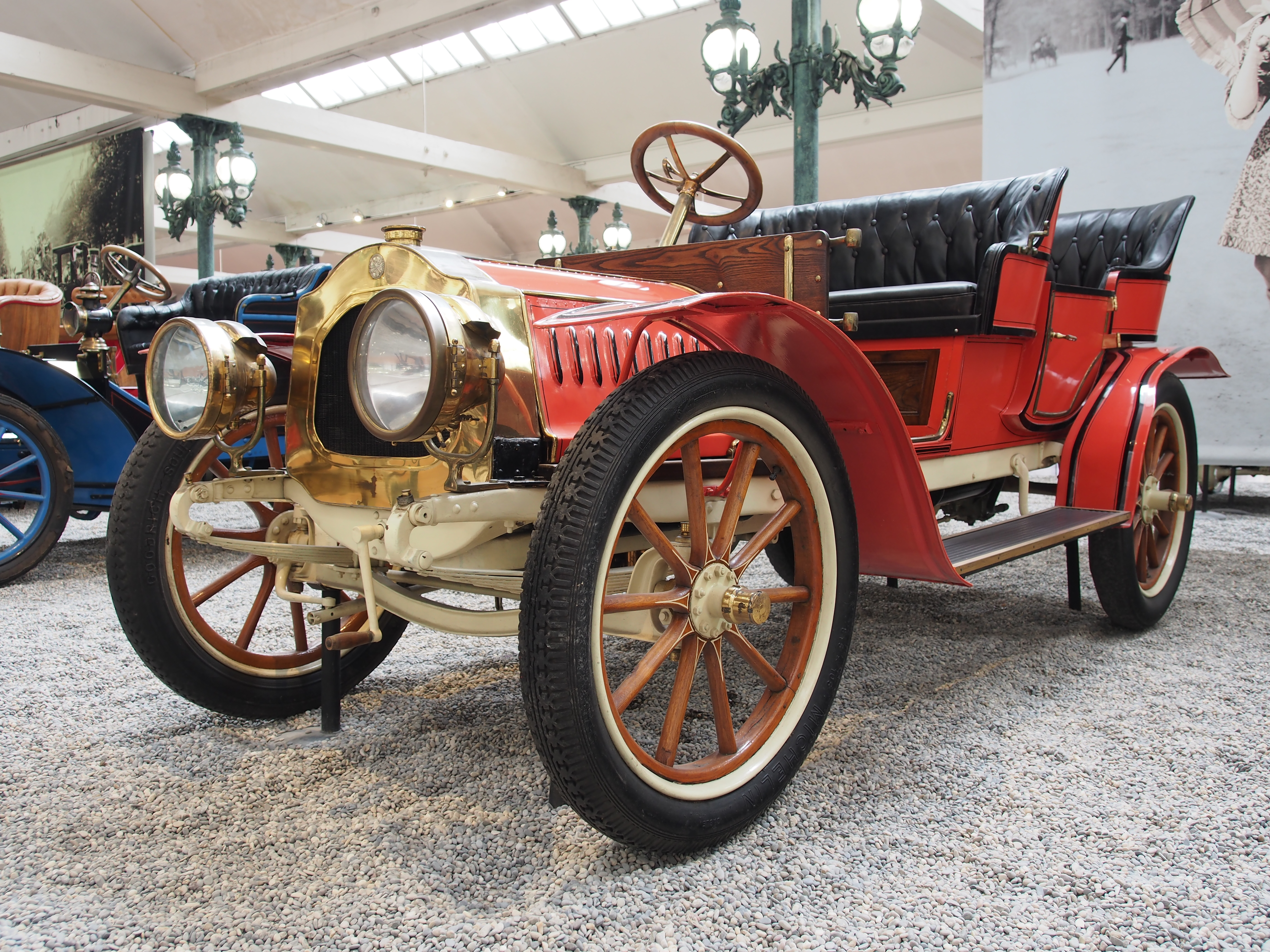
De Dion-Bouton Type AW

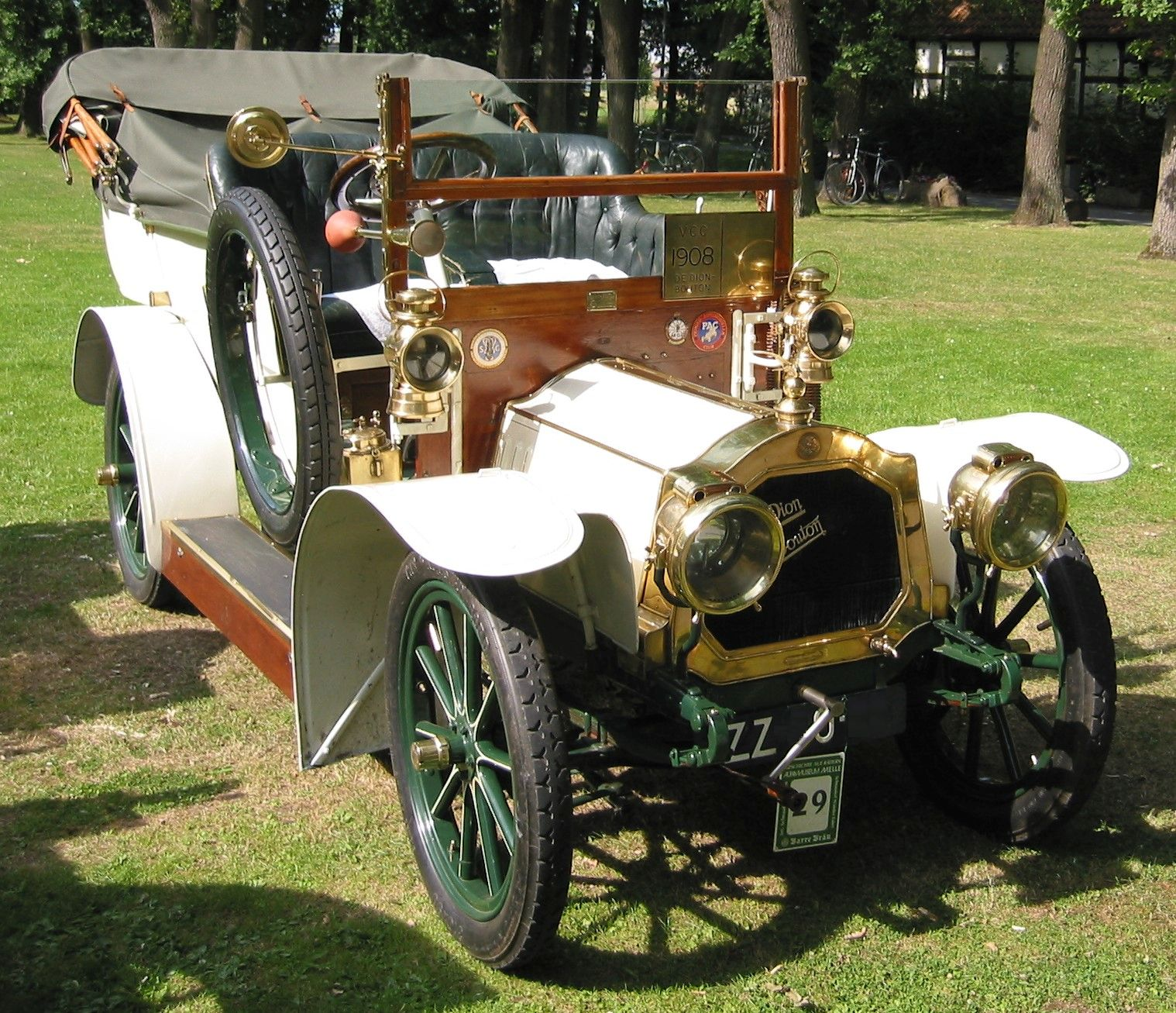
De Dion-Bouton Type BH

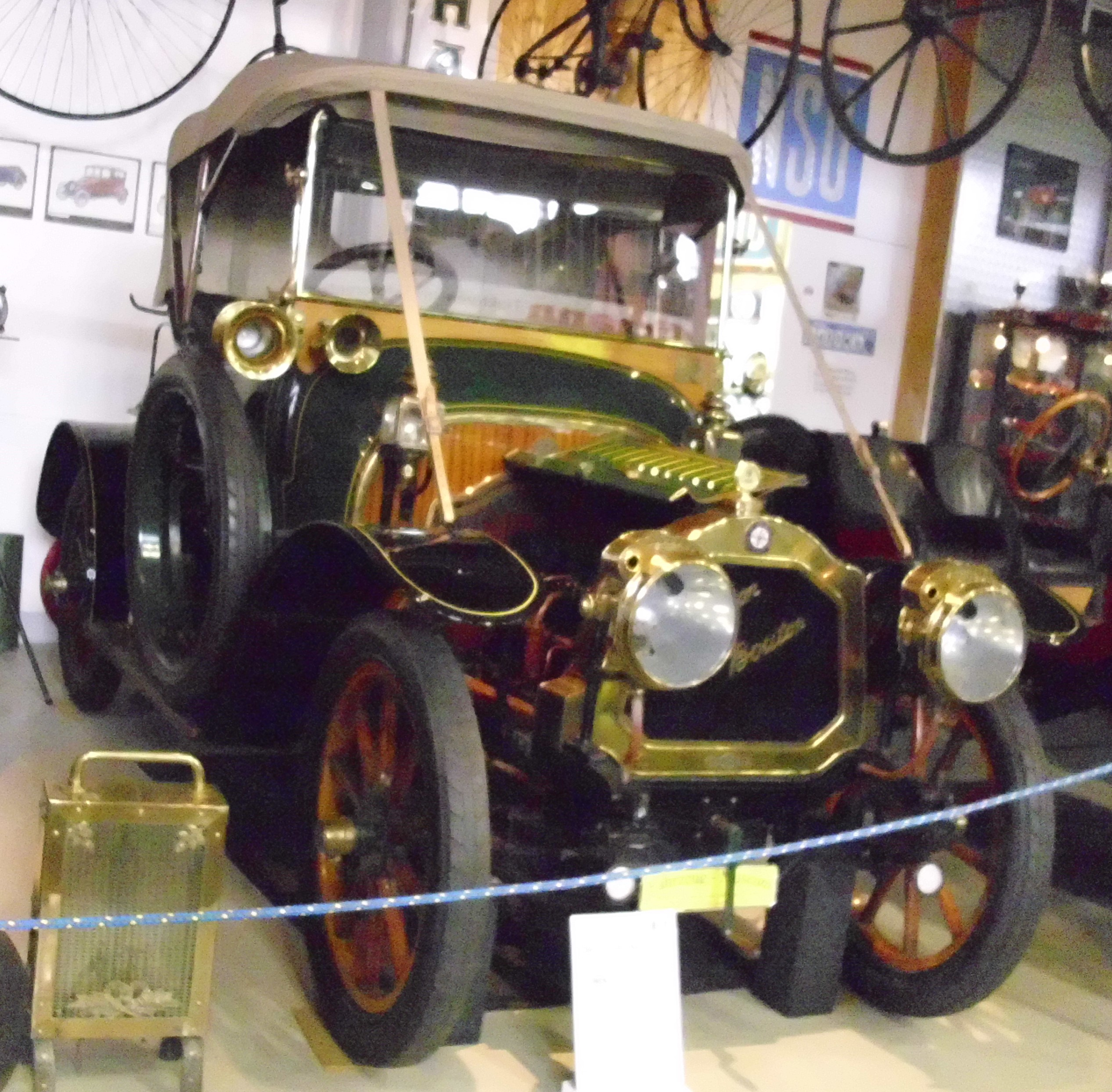
De Dion-Bouton Type BR

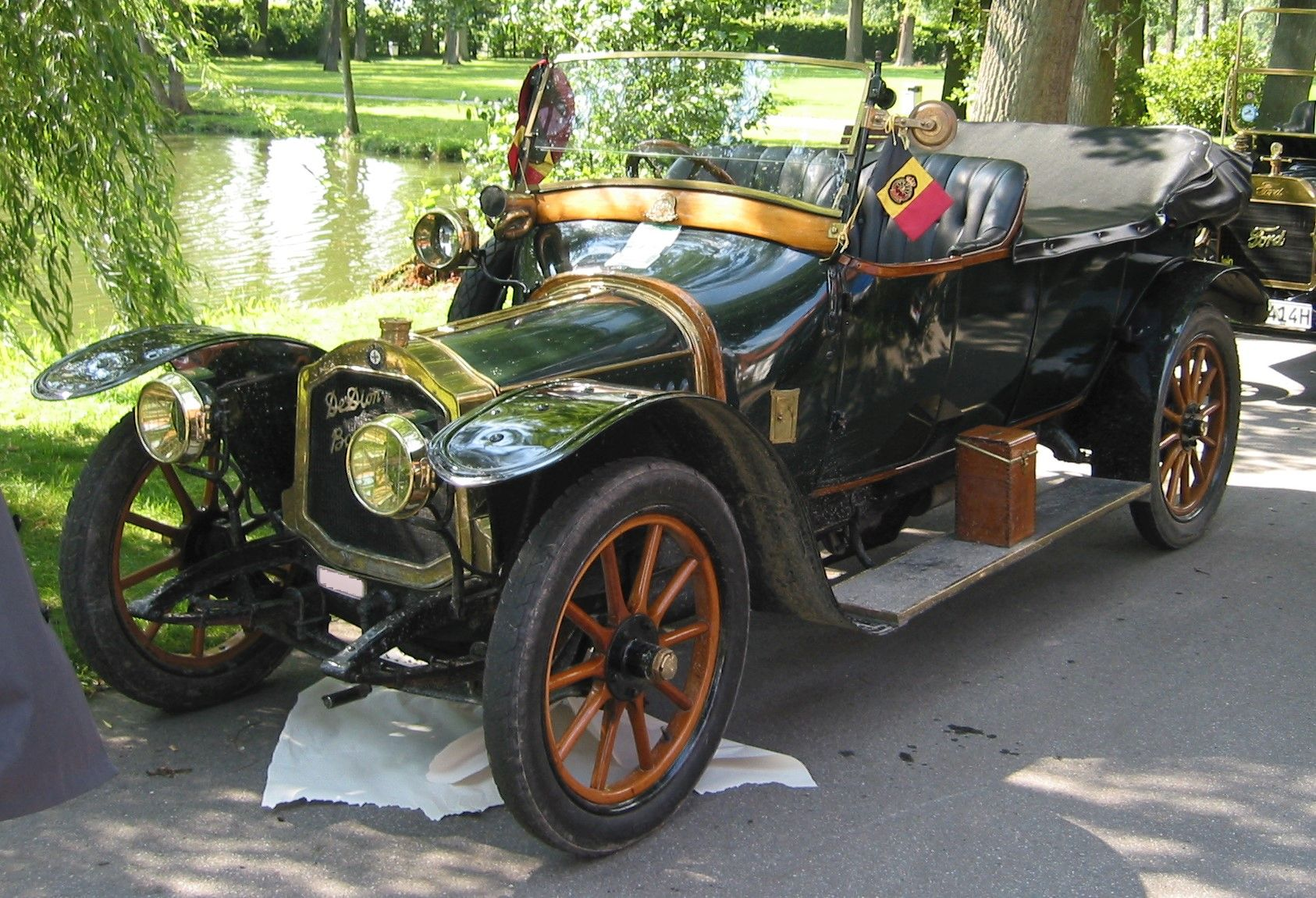
De Dion-Bouton Type DI

Der De Dion-Bouton 12 CV war eine Pkw-Modellreihe des französischen Automobilherstellers De Dion-Bouton aus der Zeit vor dem Zweiten Weltkrieg. Dabei stand das CV für die Steuer-PS. Zu dieser Modellreihe gehörten:
- De Dion-Bouton Type S (1903–1904)
- De Dion-Bouton Type AC (1905)
- De Dion-Bouton Type AN (1906)
- De Dion-Bouton Type AW (1907–1908)
- De Dion-Bouton Type BH (1907–1908)
- De Dion-Bouton Type BR (1908–1909)
- De Dion-Bouton Type BV (1908–1910)
- De Dion-Bouton Type DI (1911–1912)
- De Dion-Bouton Type DY (1912–1913)
- De Dion-Bouton Type GA (1914–1915)
- De Dion-Bouton Type IB (1919–1922)
- De Dion-Bouton Type IL (1923)
- De Dion-Bouton Type IM (1922–1926)
- De Dion-Bouton Type LA (1928–1931)
- De Dion-Bouton Type MA (1930–1931)